# استیوی ری وان
استیون "استیوی" ری ووان (به انگلیسی: Stephen "Stevie" Ray Vaughan) (زادهٔ ۳ اکتبر ۱۹۵۴ - درگذشتهٔ ۲۷ اوت ۱۹۹۰) خواننده، گیتاریست، ترانه‌سرای آمریکایی و تهیه‌کننده بود. با وجود عمر کوتاه هفت سالهٔ دوران حرفه ای، او به‌طور گسترده‌ای یکی از با نفوذترین گیتاریست‌های الکتریک در تاریخ موسیقی بلوز شناخته شده‌است و یکی از مهم‌ترین چهره‌های احیای موسیقی بلوز در دههٔ ۸۰ میلادی است. موسیقی او آنچنان قدرتمند است که بعد از دهه هشتاد هنوز نفوذ خود را بعد از مرگ غم‌انگیز این هنرمند حفظ کرده‌است.
او در دالاس ایالت تگزاس به دنیا آمد و در همان‌جا هم مطرح گردید، استیوی نواختن گیتار را از هفت سالگی با الهام گرفتن از برادر بزرگترش جیمی وان آغاز کرد. در سال ۱۹۷۱ دبیرستان را ترک کرد و سال بعد به آستین تگزاس نقل مکان کرد. او در گروه‌های مختلف موسیقی فعالیت کرد و جایگاه خاصی در گروه‌های مارک بنو (به انگلیسی: Marc Benno)، خزندگان شب و گروه کبراها به همراه Denny Freeman کسی که تا اواخر سال ۱۹۷۷ با او همکاری کرد، داشت و پس از این او گروه خود به نام دردسر اضافی (به انگلیسی: Double Trouble) را تشکیل داد. استیو شهرت خود را پس از شرکت در فستیوال جاز مونترو در سال ۱۹۸۲ بدست آورد و در سال بعد اولین آلبوم استودیویی خود را به نام سیل تگزاس اجرا کرد که در چارت به جایگاه ۳۸ رسید. ده آهنگ این آلبوم نیم میلیون نسخه فروش کرد. او در سال ۱۹۸۹ یک تور با جف بک، و در سال ۱۹۹۰ توری با جو کوکر قبل از مرگ بر اثر حادثه سقوط هلی‌کوپتر در ۲۷ اوت ۱۹۹۰ اجرا کرد.
استیو از موسیقی بلوزراک آمریکا و انگلستان الهام می‌گرفت. او بسیار خوب و به جا تجهیزات موسیقایی را به کار می‌برد و اغلب از چند تقویت‌کننده ترکیبی استفاده می‌کرد و از effects pedals خیلی کم بهره می‌برد. کریس گیل از مجلهٔ جهان گیتار اظهار داشته که استیو ری وان در به‌کارگیری تجهیزات موسیقی تبحر خاصی داشته‌است.
استیو قبل و بعد از مرگ چندین جایزه موسیقی دریافت کرد. در سال ۱۹۸۳ خوانندگان مجله نوازندگان گیتار او را به عنوان بهترین استعداد نوازندگی گیتار الکتریک بلوز انتخاب کردند. در سال ۱۹۸۴ بنیاد بلوز او را به عنوان نوازنده بلوز سال انتخاب کرد، و در سال ۱۹۸۷ مجله پرفورمنس کار او را به عنوان بهترین عملکرد در موسیقی ریتم و بلوز شناخت. او شش جایزه گرمی و ده جایزه از آکادمی آستین موزیک دریافت کرد، او در سال ۲۰۰۰ در تالار مشاهیر بلوز و در سال ۲۰۱۴ در تالار مشاهیر نوازندگان پذیرفته شد؛ و مجله رولینگ استون او را به عنوان دوازدهمین گیتاریست در لیست صد گیتاریست برتر همه دوران شناخت؛ و در سال ۲۰۱۵ او به عضویت مشاهیر راک اند رول درآمد.
استیو رِی وان به میزان مساوی از تکنیک بزرگان بلوز مانند آلبرت کینگ، مادی واترز و اوتیس راش، هنرمندان راک اند رول مانند جیمی هندریکس و لانی مک و نوازندهٔ گیتار جَز کنی بارل تأثیر گرفته‌بود و شیوهٔ نوازندگی منحصر به خودش را داشت که صرف نظر از سبک، صدای‌اش شبیه به هیچ گیتاریست دیگری نبود.
در نیمه‌شب ۲۶ اوت سال ۱۹۹۰ استیوی ری که به‌همراه اریک کلپتن، بادی گای، رابرت کری و برادرش جیمی وان برای اجرای کنسرتی به یکی از شهرهای ایالت ویسکانسین رفته‌بود سوار بر هلیکوپتر شد تا سریع‌تر به محل اجرای بعدی در شهر شیکاگو، ایلینوی برسد. هلیکوپتر مدت کوتاهی پس از آن‌که از زمین برخاست، سقوط کرد و همهٔ سرنیشنان آن کشته‌شدند. استیوی ری وان در زمان مرگ ۳۵ ساله بود.
در سال ۲۰۰۳ مجلهٔ رولینگ استون در «رده‌بندی ۱۰۰ گیتاریست برتر همهٔ دوران» جایگاه ۷ام را به او اختصاص داد و در سال ۲۰۰۷ نشریهٔ کلاسیک راک در «رده‌بندی ۱۰۰ قهرمان رام‌ناشدنی گیتار» وان را در رتبهٔ سوم قرار داد.